# Промышленный (Якутия)
Промышленный — упразднённый рабочий посёлок газовиков в Кобяйском районе Республики Саха (Якутия), в 20 км на юго-запад от места впадения Вилюя в Лену. Центр муниципального образования сельское поселение Усть-Вилюйский наслег. Посёлок является пристанью на Вилюе, сейчас считается заброшенным.

## География
Посёлок расположен на правом берегу реки Вилюй. Территория около посёлка является объектом культурного наследия.

## История
Посёлок основан в 1950-х годах в районе открытого Усть-Вилюйского газоконденсатного месторождения. Это был первый посёлок газовиков. От посёлка началось строительство газовой магистрали в сторону Якутска (со стороны Якутска также строился встречный газопровод). Долгое время посёлок был единственным газифицированным в улусе.
Постановлением Правительства Республики Саха (Якутия) от 26 декабря 2008 года № 591 исключён из учётных данных административного деления сельский населённый пункт Промышленный Кобяйского улуса (района).